# Ljus rocka
Ljus rocka (Raja brachyura) är en broskfisk tillhörande familjen egentliga rockor som finns i östra Atlanten.  

## Utseende
Den ljusa rockan har en beige till ljusbrun ovansida med flera mörka prickar, ljusa markeringar av varierande storlek och ett flertal hudtänder, samt en vit undersida med hudtänder på framkroppen. Ungfiskar har dock endast hudtänder på ovansidans främre del. Honan blir upp till 125 cm lång, hanen 120 cm. Max konstaterade vikt är 14,3 kg.

## Vanor
Arten är en bottenfisk som föredrar sandbottnar, även med klippformationer mellan 10 och 150 m i Nordatlanten och ner till drygt 300 m i Medelhavet. Ungfiskarna tar framför allt små kräftdjur som märlkräftor och räkor, medan de äldre rockorna mera inriktar sig på fisk.

### Fortplantning
Lektiden inträffar i februari till augusti. Likt de flesta rockor har arten en regelrätt parning med omfamning, varefter honan lägger avlånga äggkapslar, försedda med spetsiga horn i hörnen, med en längd av 10 till 14,5 cm, och en bredd på 6 till 9 cm på sandiga eller dyiga bottnar. Mellan 40 och 90 äggkapslar produceras per år.

## Utbredning
Den ljusa rockan finns i östra Atlanten från Shetlandsöarna, västra Brittiska öarna, längs Sydeuropas kust via västra Medelhavet till Marocko och Västsahara. Den är förhållandevis vanlig i Nordatlanten men sällsyntare i Medelhavet.

## Status
Den ljusa rockan har klassats som nära hotad ("EN") av IUCN, och populationen miskar. Det främsta hotet anses vara fisketrycket, framför allt i Medelhavet där den är mindre vanlig.